# Camponotus ruzskyi
Camponotus ruzskyi é uma espécie de inseto do gênero Camponotus, pertencente à família Formicidae.